# Становая (Сумская область)

Становая (укр. Станова) — село,
Становский сельский совет,
Тростянецкий район,
Сумская область,
Украина.
Код КОАТУУ — 5925087801. Население по переписи 2001 года составляло 856 человек .
Является административным центром Становского сельского совета, в который, кроме того, входят сёла
Оводовка и
Тучное.

## Географическое положение
Село Становая находится в 2-х км от правого берега реки Боромля.
На расстоянии в 3 км расположены село Белка и город Тростянец.
По селу протекает пересыхающий ручей с запрудой.
Через село проходит автомобильная дорога Т-1913.